# 露助
露助（日语：／）是日本人對俄羅斯人的蔑稱。起源自明治時代。

## 概要
「Русский」的日本漢字記載。最初該詞並沒有貶義，但在日俄戰爭、八月風暴行動以後，這詞變成了具有歧視性的民族差別用詞。露助的「露」是日語中「露西亞（ロシア）」的開頭文字，為對俄羅斯的漢字表記。露助的「助」是添加來以人名化。
現在露助一詞被公認為歧視性的差別用語，為正式場合禁止使用的詞語。

## 關連項目
- 毛唐
- 不夠本
- 外人 (日本)
- 支那人